# Charles Van Reepinghen
 (mai 2023).
La mise en forme du texte ne suit pas les recommandations de Wikipédia : il faut le « wikifier ».
Les points d'amélioration suivants sont les cas les plus fréquents :
- Les titres sont pré-formatés par le logiciel. Ils ne sont ni en capitales, ni en gras.
- Le texte ne doit pas être écrit en capitales (les noms de famille non plus), ni en gras, ni en italique, ni en « petit »…
- Le gras n'est utilisé que pour surligner le titre de l'article dans l'introduction, une seule fois.
- L'italique est rarement utilisé : mots en langue étrangère, titres d'œuvres, noms de bateaux, etc.
- Les citations ne sont pas en italique mais en corps de texte normal. Elles sont entourées par des guillemets français : « et ».
- Les listes à puces sont à éviter, des paragraphes rédigés étant largement préférés. Les tableaux sont à réserver à la présentation de données structurées (résultats, etc.).
- Les appels de note de bas de page (petits chiffres en exposant, introduits par l'outil «  Source ») sont à placer entre la fin de phrase et le point final[comme ça].
- Les liens internes (vers d'autres articles de Wikipédia) sont à choisir avec parcimonie. Créez des liens vers des articles approfondissant le sujet. Les termes génériques sans rapport avec le sujet sont à éviter, ainsi que les répétitions de liens vers un même terme.
- Les liens externes sont à placer uniquement dans une section « Liens externes », à la fin de l'article. Ces liens sont à choisir avec parcimonie suivant les règles définies. Si un lien sert de source à l'article, son insertion dans le texte est à faire par les notes de bas de page.
- La présentation des références doit suivre les conventions bibliographiques. Il est recommandé d'utiliser les modèles {{Ouvrage}}, {{Chapitre}}, {{Article}}, {{Lien web}} et/ou {{Bibliographie}}. Le mode d'édition visuel peut mettre en forme automatiquement les références.
- Insérer une infobox (cadre d'informations à droite) n'est pas obligatoire pour parachever la mise en page.

Pour une aide détaillée, merci de consulter Aide:Wikification.
Si vous pensez que ces points ont été résolus, vous pouvez retirer ce bandeau et améliorer la mise en forme d'un autre article.
Charles Van Reepinghen, né le 27 janvier 1903 à Frasnes-lez-Buissenal et mort le 8 février 1966 à Uccle, est principalement connu pour son rôle de Commissaire royal au projet de réforme du Code judiciaire belge.

## Biographie
Charles Laurent Marie Van Reepinghen naît de l’union d’Adhémar Pierre Alexis Van Reepinghen avec Marie-Antoinette Joséphine Eléonore De Ro, le 27 janvier 1903 à Frasnes-lez-Buissenal, dans le Hainaut occidental (Belgique). Il fait la première partie de son enseignement secondaire au Collège d’Ath et la deuxième au Collège Saint-Michel à Bruxelles. Il en sort diplômé à 16 ans.
Van Reepinghen continue ses études à l’Université Saint-Louis – Bruxelles pour deux ans de candidature et à l’Université Libre de Bruxelles pour trois ans de licence. Il sort docteur en droit de ses études.
En 1924, il prête serment d’avocat et entre en stage chez Charles Degen.
Le 2 février 1928, il se marie à Adrienne Eulalie Camille Overloop (décédée à Uccle le 3 septembre 1966) avec qui il a quatre enfants : trois fils, Bernard, Philippe et François et une fille, Anne-Marie.
Il effectue de nombreux voyages d’études, entre autres en France, en Italie, au Royaume-Uni, en Allemagne, au Grand Duché du Luxembourg et au Pays-Bas.

## Parcours professionnel
En 1927, Van Reepinghen devient membre du Jeune Barreau de Bruxelles et reçoit le prix Lejeune de plaidoirie.
En 1933, il est orateur de rentrée au Jeune Barreau et y fait un discours remarqué sur le député et ministre de la Justice de 1884, Charles Woeste.
En 1936, Van Reepinghen participe à la rédaction de l’arrêté royal du 30 mars 1936 portant modification de diverses dispositions sur la procédure en matière civile et commerciale qui consacre partiellement les travaux du Centre d’Études pour la Réforme de l’État  (CERE), auquel il a été appelé à collaborer pendant la deuxième guerre mondiale. Il rejoint la septième commission du CERE, dirigée par René Marcq , qui se focalise sur les questions de procédure civile. Charles Van Reepinghen a donc eu une place importante dans la rédaction et publication de l’ouvrage qui en est issu.
Dans les années trente, Charles Van Reepinghen fait partie de l’équipe de rédaction du Journal des Tribunaux dirigée par le bâtonnier Léon Hennebicq. Il y devient secrétaire de rédaction  et ensuite, rédacteur en chef de 1944 jusqu’à la fin de sa vie.
De 1940 à 1945 il devient le président du Jeune Barreau de Bruxelles et, malgré la guerre et l’occupation allemande, n’interrompt pas la Conférence. Il reçoit par la suite de grandes éloges du bâtonnier de Bruxelles Cornill et du président de la Conférence qui lui a succédé, Paul Struye, pour son travail pendant cette période.
En 1941, Van Reepinghen est appelé au Conseil de l’Ordre du Barreau de Bruxelles qui essaye de faire front à l’occupation. Il en devient secrétaire à la libération de la Belgique.
En 1946, il devient membre de la Libre Académie, dont les réunions lui tiennent particulièrement à cœur. Van Reepinghen en a fait partie pendant presque vingt ans. Il y était très attaché et était présent à toutes les réunions.
En 1953, dès la création du Conseil d’État, Charles Van Reepinghen est appelé en qualité d’assesseur à la section législation. Il a ainsi été amené à collaborer à l’élaboration de nouvelles règles de droit. Pendant plus de dix ans, il a rédigé de nombreux avis rendu par le Conseil d’État sur des projets de loi ou des règlements. Selon Charles Van Reepinghen, le Conseil d’État doit se focaliser sur « le respect de la loi et la correction de la forme » lorsqu’il rend des avis.
Respecter la loi est, pour lui, un moyen de contrer les tentatives d’arbitraire. Il tient à ce que les textes soient rédigés dans un français correct et précis car il estime la langue française trop riche que pour nuancer ou utiliser des termes incorrects.
En 1954, il est élu bâtonnier de l’Ordre du Barreau de Bruxelles en raison de ses accomplissements professionnels, son influence et son éloquence reconnue.
En 1956, à la fin de son bâtonnat, il devient professeur à la faculté de droit de l’Université Catholique de Louvain. Il y enseigne les cours de procédure civile, d’organisation judiciaire, de droit judiciaire des communautés européennes et de protection des droits de l’homme.
En juin de la même année, il fonde le Club du Rotary de Bruxelles-Sud avec Jean Beaugniet. Il en sera le deuxième président.
En 1960, il devient professeur à la faculté internationale de droit comparé de Strasbourg.
Van Reepinghen participe aussi à l’élaboration de la « loi du 5 juillet 1963 portant sur la réglementation du statut des huissiers de justice » et à l’élaboration de la « Convention de Bruxelles en matière d’exécution des jugements » qui sera publiée post-mortem, le 27 novembre 1968.

## Participation à la réforme du Code judiciaire belge de 1967
La nomination de Charles Van Reepinghen comme professeur à l’Université Catholique de Louvain est l’ouverture nécessaire pour que lui soit confiée par le ministre de la justice Pierre Harmell, la mission de Commissaire royal à la Réforme judiciaire, avec l’avocat général Krings. Leur nomination est officialisée par arrêté royal du 17 octobre 1958.
Les objectifs principaux du projet sont la modernisation de la vie judiciaire belge, le développement et la modification du fonctionnement de certaines professions  qui se manifestent notamment par une simplification du code judiciaire et l’instauration de juges des compétences.

Les principes les plus notoires apportés par Van Reepinghen au projet sont : une procédure civile libérale et accusatoire, un respect important de droit à la défense, l’honnêteté et l’efficacité des procédures et la simplification et généralisation des voies d’exécution. Au travers de ces principes, Van Reepinghen entend faire transparaître une valeur qui lui est fondamentale : le respect des droits de l’homme.
« Nous ne devons jamais oublier, nous juristes, que derrière la sécheresse des textes et au-delà des théories, des constructions et des doctrines, il y a l'homme dont chacun a le devoir de toujours et partout défendre la dignité et l'indépendance. […] si les juristes peuvent être absous de ne point chercher toujours le contact personnel, c'est uniquement dans la mesure où ils conservent la conviction que, serviteurs du droit, ils sont par là, d'abord serviteurs de l'homme. »	 
Le projet du nouveau code judiciaire est rendu public le 10 décembre 1963 par son dépôt au Sénat. Le nouveau code judiciaire est publié au Moniteur belge après le décès de Charles Van Reepinghen, le 31 octobre 1967 et est entré en vigueur le 1er novembre 1970.

## Ouvrages et écrits
Une sélection des ouvrages de Charles Van Reepinghen :
- 1936 : « Le nouveau Code de procédure civile, précédé de la loi sur la compétence et suivi de l'arrêté royal du 30 mars 1936 sur les délais, ainsi que des dispositions légales sur la procédure en divorce » ;
- 1949 à 1964 : « Recueil annuel de jurisprudence belge » ;
- 1951 : « Précis de propriété commerciale (Étude de la loi du 30 avril 1961 sur les baux commerciaux en vue de la protection du fonds de commerce) » ;
- 1955 : « Formulaire annoté de procédure commerciale » ;
- 1961 : « La procédure devant la Cour de justice des Communautés européennes 1951 » ;
- 1961 : « Recueil annuel de jurisprudence belge, contenant les sommaires de toute la jurisprudence et de tous les articles de doctrine parus en Belgique » ;
- 1963-1964 : « Projet de Code judiciaire » Doc. parl. Sénat, session 1963-1964, n° 60 ;
- 1964 : « Rapport sur la Réforme judiciaire ».

Il a également écrit de nombreuses notes de jurisprudences, contribué à des écrits publiés au Journal des Tribunaux et écrit de nombreux articles.